# Josh McRoberts
Joshua Scott "Josh" McRoberts (Carmel, Indiana, 28 de febrero de 1987) es un exjugador de baloncesto estadounidense cuyo último equipo fue Dallas Mavericks de la NBA. Con 2,08 metros de estatura se desempeñaba en la posición de ala-pívot.

## Carrera

### High School
McRoberts asistió al Instituto Carmel en Carmel, Indiana, liderando a su equipo tanto en anotación como en rebotes en su año sénior.
Promedió 17.9 puntos, 11.4 rebotes, 4.2 asistencias, 3 tapones y un 59.3% (166/280) en tiros de campo, guiando a los Greyhounds a un récord de 21.4. McRoberts fue considerado el mejor ala-pívot de su instituto, teniendo previsto ser seleccionado en el Draft de la NBA de 2005.
Fue nombrado MVP del McDonald's All-American Game de 2006 y jugador del año del McDonal's All-America en 2005.

### Universidad

#### Freshman
En su primera temporada en la Universidad de Duke, McRoberts promedió 8.7 puntos, 5.3 rebotes, 1.5 asistencias y 1.3 tapones, liderando a los Blue Devils en porcentaje de tiros de campo (60.5%). Además, fue incluido en el mejor quinteto de freshman de la Atlantic Coast Conference y ayudó a Duke a un récord de 33-4, al título de la ACC y al campeonato del torneo de la ACC de 2006 derrotando a Boston College Eagles. También fue seleccionado en el tercer mejor quinteto de Freshman All-America por collegehoops.net.
Considerado totalmente preparado para dar el salto a la NBA y presentarse al Draft de 2006, McRoberts prefirió continuar un año más en la plantilla de Duke.

#### Sophomore
En su segunda y última campaña en los Blue Devils, McRoberts promedió 13 puntos, 7.9 rebotes, 3.5 asistencias y un porcentaje en tiros de campo del 50.2% en 33 partidos, 32 de ellos como titular. Fue incluido en el segundo quinteto de la ACC y en el mejor defensivo. Consiguió siete dobles-dobles en puntos y rebotes. El 19 de diciembre de 2006 ante Kent State Golden Flashes, McRoberts firmó 19 puntos, 6 rebotes, 6 tapones, 5 asistencias y 4 tapones, convirtiéndose en el primer jugador de Duke en conseguir al menos 4 en las 5 categorías estadísticas.

### NBA
El 22 de marzo de 2007, McRoberts se declaró elegible para el Draft de la NBA de 2007. Fue seleccionado por los Portland Trail Blazers en la 37.ª posición de la segunda ronda.
En enero de 2008, McRoberts fue asignado a la D-League, permaneciendo un mes en los Idaho Stampede y regresando después a los Trail Blazers.
En verano de 2008, McRoberts fue traspasado a los Indiana Pacers junto a Brandon Rush y Jarrett Jack por Jerryd Bayless y Ike Diogu. McRoberts empezó con apenas participación en el equipo, pero en la última temporada, promedió 22 minutos por partido, 7,4 puntos, 5,3 rebotes y 0,8 tapones.
El 13 de diciembre de 2011, Josh firma un contrato de dos temporadas a razón de 6 millones de dólares con la franquicia californiana de Los Angeles Lakers. Su temporada en los Lakers fue bastante discreta, y en verano de 2012, fue traspasado a los Orlando Magic en el "multi-trade" por el cual Dwight Howard terminó en los Lakers.
El 21 de febrero de 2013, los Orlando Magic deciden traspasarlo a los Charlotte Bobcats a cambio del atlético ala-pívot Hakim Warrick.
El 14 de julio de 2014, McRoberts firmó con los Miami Heat, en un acuerdo de cuatro años por 23 millones.

## Estadísticas de su carrera en la NBA

### Temporada regular
| Año     | Equipo      | PJ  | PT  | MPP  | %TC  | %3P  | %TL  | RPP | APP | ROB | TPP | PPP |
| ------- | ----------- | --- | --- | ---- | ---- | ---- | ---- | --- | --- | --- | --- | --- |
| 2007–08 | Portland    | 8   | 0   | 3.5  | .600 | .000 | .000 | 1.3 | .3  | .1  | .0  | 1.5 |
| 2008–09 | Indiana     | 33  | 0   | 8.5  | .422 | .000 | .769 | 2.2 | .5  | .4  | .5  | 2.4 |
| 2009–10 | Indiana     | 42  | 3   | 12.5 | .521 | .348 | .500 | 3.0 | 1.0 | .4  | .4  | 4.3 |
| 2010–11 | Indiana     | 72  | 51  | 22.2 | .547 | .383 | .739 | 5.3 | 2.1 | .6  | .8  | 7.4 |
| 2011–12 | L.A. Lakers | 50  | 6   | 14.4 | .475 | .429 | .639 | 3.4 | 1.0 | .3  | .4  | 2.8 |
| 2012–13 | Orlando     | 41  | 3   | 16.7 | .392 | .309 | .733 | 3.3 | 1.7 | .2  | .3  | 3.9 |
| 2012–13 | Charlotte   | 26  | 19  | 30.8 | .505 | .241 | .782 | 7.2 | 2.7 | .8  | .6  | 9.3 |
| 2013–14 | Charlotte   | 78  | 78  | 30.3 | .436 | .361 | .729 | 4.8 | 4.3 | .7  | .6  | 8.5 |
| 2014-15 | Miami       | 17  | 4   | 17.4 | .528 | .421 | .615 | 2.6 | 1.9 | .7  | .2  | 4.2 |
| 2015-16 | Miami       | 42  | 1   | 14.2 | .372 | .245 | .700 | 2.5 | 1.9 | .4  | .2  | 3.6 |
| 2016-17 | Miami       | 22  | 14  | 17.3 | .373 | .419 | .667 | 3.4 | 2.3 | .5  | .2  | 4.9 |
| 2017-18 | Dallas      | 2   | 0   | 3.0  | .000 | .000 | .000 | .0  | .0  | .0  | .0  | .0  |
| Total   | Total       | 433 | 179 | 19.1 | .463 | .340 | .705 | 3.9 | 2.1 | .5  | .4  | 5.4 |

### Playoffs
| Año   | Equipo      | PJ | PT | MPP  | %TC  | %3P  | %TL   | RPP | APP | ROB | TPP | PPP  |
| ----- | ----------- | -- | -- | ---- | ---- | ---- | ----- | --- | --- | --- | --- | ---- |
| 2011  | Indiana     | 5  | 0  | 15.8 | .333 | .000 | .818  | 3.6 | 1.2 | .8  | .2  | 5.0  |
| 2012  | L.A. Lakers | 6  | 0  | 2.7  | .250 | .000 | .000  | .7  | .2  | .3  | .2  | .3   |
| 2014  | Charlotte   | 4  | 4  | 38.5 | .455 | .471 | .800  | 6.8 | 3.8 | 1.0 | .3  | 11.5 |
| 2016  | Miami       | 10 | 0  | 13.4 | .471 | .0   | 1.000 | 2.6 | .9  | .5  | .5  | 3.8  |
| Total | Total       | 15 | 4  | 16.6 | .393 | .421 | .810  | 3.3 | 1.5 | .5  | .2  | 4.9  |